# Szelecske
Szelecske (románul: Sălișca) falu Romániában, Erdélyben, Kolozs megyében.

## Fekvése
Déstől északnyugatra, a Szamos jobb parti úttól északra, a rajta keresztül folyó Szelecskepataka két partján fekvő település.

## Nevének eredete
A román "seliska és seliscsa" változata, melynek jelentése magyarul szállás, falu.

## Története
Szelecske nevét 1405-ben említette először oklevél v. olachalis Zelechke néven.
Későbbi névváltozatai: 1467-ben Zerechke, 1553-ban Zelecske, 1576-ban Zelechey, 1593-ban Zeletska, 1615-ben Szeliczke, 1642-ben Zelechyke (Kádár VI. 97), 1733-ban Szeletske, 1750-ben Szeleska, 1808-ban Szelecske, Szelicska, 1913-ban Szelecske.
Szelecske kezdettől fogva Csicsóvár tartozéka volt, és azután is, hogy 1405-ben Zsigmond király új adomány cimén a losonczi Bánffyaknak adományozta. 1467-ben Bánffy István, fia László és Bánffy Dezső fiai László és Zsigmond a király ellen fellázadtak, hűtlenségük miatt Mátyás király birtokaiktól megfosztotta őket és Szerdahelyi Kiss Jánosnak és testvérének Mihálynak adományozta. 1553-ban Csicsóvár tartozéka, vajdája Petrikán János, de volt kenéze is. 1576-ban tanúk vallomása szerint e falu a dési sókamarához tartozott Kristóf deák idejében, a szolgálatot itt rótta le. 1607-ben a Sárközyeké, 1658-ban a Szalárdy és Sárközy családoké, 1744-ben birtokosai szelecskei Vasas József, Csikos Pál, Salánki Gábor, néhai Salánki József özvegye Makrai Zsuzsánna és gyermekeik: Salánki Gábor, József és Sára mind a Sárközy család női ágán lévők.
1848 november havában az itteni Urban által fellázított románok a Katona Miklós táborából Désről kivert és elmaradozott honvédeket több szomszédos községbeliekkel együtt kegyetlenül legyilkolták, ezen kivül raboltak Bem bejöveteléig; számos barmot s rablott javakat találtak meg náluk 1849-ben. A trianoni békeszerződés előtt Szolnok-Doboka vármegye Dési járásához tartozott. 
1910-ben  612 lakosából 133 magyar, 20 német, 453 románromán volt. Ebből 403 görögkatolikus, 109 református, 63 görögkeleti ortodox volt.

## Források

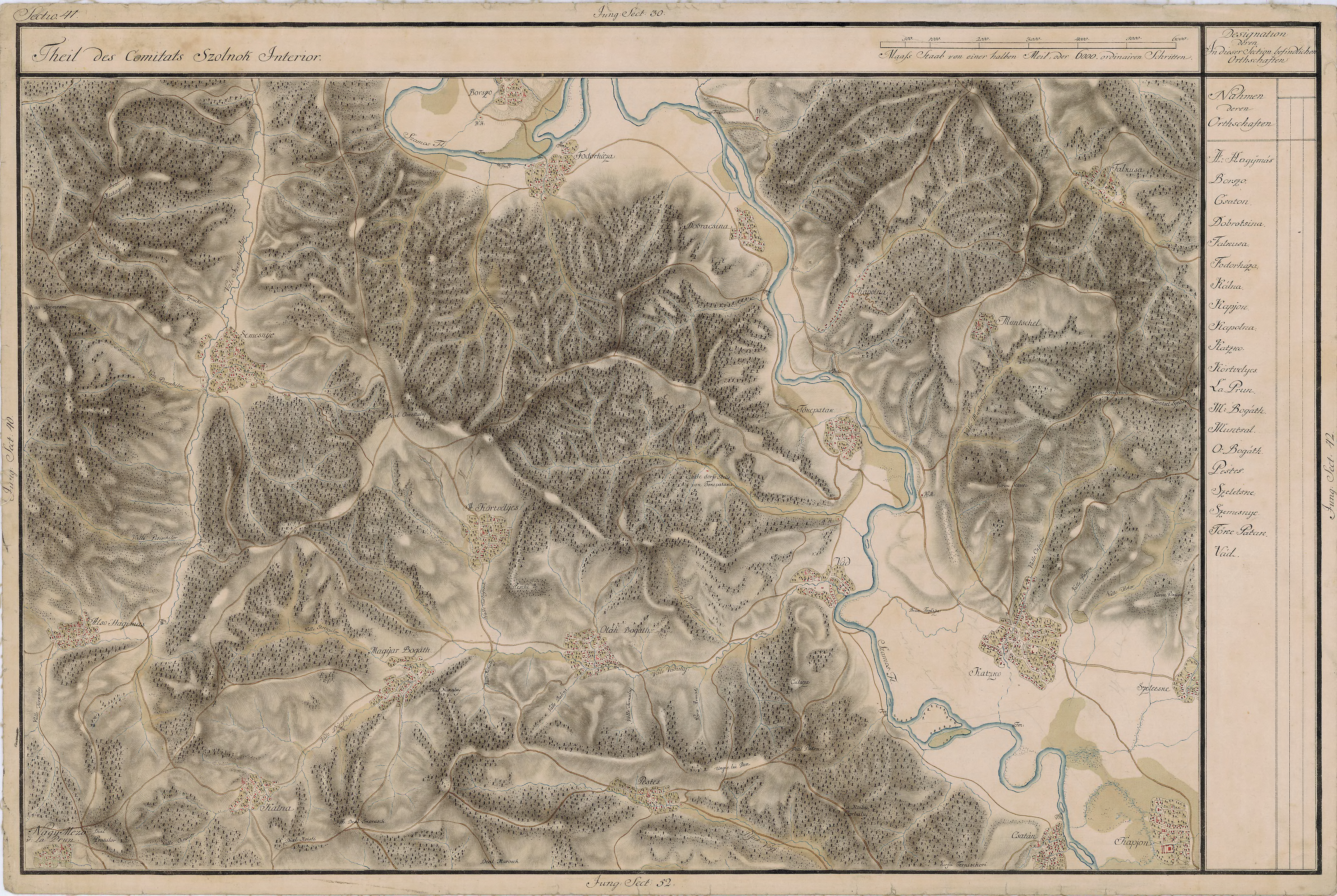
Szelecske egy régi térképen

## Nevezetességek
- Református temploma
- Görögkeleti ortodox temploma